# Contea di Mississippi (Missouri)
Mississippi County è una contea del Missouri, USA. Il capoluogo è Charleston.

## Geografia fisica
La contea copre un'area totale di 1111 km². 1070 km² di terre e 41 km² di acqua.

### Contee adiacenti
- Contea di Alexander (Illinois) (nord)
- Contea di Ballard (Kentucky) (nordest)
- Contea di Carlisle (Kentucky) (est)
- Contea di Hickman (Kentucky) (sudest)
- Contea di Fulton (Kentucky) (sud)
- New Madrid County (sudovest)
- Scott County (nordovest)

### Maggiori strade
- U.S. Route 60
- U.S. Route 62
- Interstate 57

## Società

### Evoluzione demografica
Al censimento del 2000 contava 13 427 abitanti (3671 famiglie) e 5 840 unità abitative (5 per km²). La componente etnica era per il 77.93% caucasici, 20.53% afroamericani, 0.96% ispanici, 0.25% nativi americani, 0.11% asiatici.
Il 26.30% della popolazione era sotto i 18 anni, il 15.90% sopra i 65 anni.
Il reddito procapite si attesta sui 13038 dollari. Il 23.70% della popolazione è sotto la soglia di povertà.

## Città e paesi
- Anniston
- Bird's Point
- Bertrand
- Charleston
- Deventer

- Dogwood
- Dorena
- East Prairie
- Miner
- Pinhook

- Wilson City
- Wolf Island
- Wyatt